# Tony Mmoh
Tony Mmoh właśc. Anthony Emmanuel O. Mmoh (ur. 14 czerwca 1958 w Enugu) – nigeryjski tenisista, reprezentant w Pucharze Davisa, olimpijczyk z Seulu (1988).
Mmoh jest ojcem Anthony’ego, Michaela Mmoha (również tenisisty), Antoinette i Amekii.

## Kariera tenisowa
W latach 1986–1988 reprezentował Nigerię w Pucharze Davisa. Bilans zawodnika w rozgrywkach to 11 wygranych i 3 porażki w singlu oraz 5 zwycięstw przy 2 przegranych w deblu.
Mmoh zagrał raz na igrzyskach olimpijskich, w Seulu (1988) w konkurencjach singla i debla. W grze pojedynczej awansował do 2 rundy po pokonaniu Polaka Wojciecha Kowalskiego i przegranej z Holendrem Michielem Schapersem. W deblu Mmoh poniósł porażkę w 1 rundzie, wspólnie z Nduką Odizorem z Francuzami Guy Forgetem i Henrim Leconte.
W rankingu gry pojedynczej i podwójnej najwyżej był na 105. miejscu w 1987 roku.
Po zakończeniu kariery pracował jako kapitan reprezentacji Arabii Saudyjskiej w Pucharze Davisa.